# Dellia bayahibe
Dellia bayahibe is een rechtvleugelig insect uit de familie veldsprinkhanen (Acrididae). De wetenschappelijke naam van deze soort is voor het eerst geldig gepubliceerd in 2002 door Perez-Gelabert.